# Aka (popolo)
Gli Aka  sono un popolo pigmeo Mbenga nomade che vive di caccia. Sebbene il popolo Aka chiami se stesso BiAka, sono anche conosciuti come Babenzele nella parte occidentale della Repubblica Centrafricana e nel Congo Nord-occidentale.
Gli Aka vivono a sud-ovest della Repubblica Centrafricana e nel Congo settentrionale (Brazzaville) in 11 zone ecologiche differenti del bacino del fiume Congo occidentale e la lingua parlata è lo yaka.

Sono correlati ma distinti dai popoli Baka del Camerun, Gabon, Congo settentrionale e Repubblica Centrafricana sud-occidentale.
I BiAka hanno un'alta predominanza dell'aplotipo genetico L1 che si crede sia per lo più divergente dall'aplotipo DNA umano.
Si crede che il moderno antenato dell'uomo si sia sviluppato nell'Africa orientale dove gli Efe e gli Hadzabe della Tanzania possiedono l'aplotipo L1.
I valori su cui si basano sono la cooperazione, la non violenza, la condivisione e l'autonomia

## Musica
Gli Aka sono noti per la complessa musica polifonica da loro elaborata, un sistema studiato da molti etnomusicologi. A tale proposito, si posseggono le storiche registrazioni sul campo effettuate da Simha Arom su qualche loro repertorio. Michelle Kisliuk ha scritto una dettagliata etnografia delle loro esibizione. Mauro Campagnoli ha studiato a fondo i loro strumenti musicali, confrontandoli con quelli di gruppi confinanti di pigmei come i Baka.
Musicisti Aka compaiono in varie registrazioni: African Rhythms (György Ligeti, Steve Reich, e Pierre-Laurent Aimard, 2003); Echoes of the Forest: Music of the Central African Pygmies (Ellipsis Arts, 1995); BOYOBI: Ritual Music of the Rainforest Pygmies (Louis Sarno, 2000); Bayaka: The Extraordinary Music of the BaBenzele Pygmies (Louis Sarno, 1996).

## La cura dei bambini Aka
I padri e le madri dei bambini Aka sono spesso insieme e collaborano in ogni attività quotidiana. Più tempo marito e moglie trascorrono insieme, più il padre sarà partecipe alla cura del bambino.